# Scopaeus ryei
Scopaeus ryei är en skalbaggsart som beskrevs av Thomas Vernon Wollaston 1872. Scopaeus ryei ingår i släktet Scopaeus, och familjen kortvingar. Arten har ej påträffats i Sverige.